# Cúp bóng đá Macedonia 1998–99
Cúp bóng đá Macedonia 1998–99 là mùa giải thứ 7 của giải đấu bóng đá loại trực tiếp ở Cộng hòa Macedonia. FK Vardar bảo vệ thành công chức vô địch với lần thứ 4 đoạt cúp.

## Tứ kết
Các trận lượt đi diễn ra vào ngày 10 tháng Ba và lượt về vào ngày 17 tháng 3 năm 1999.
| Đội 1              | TTS | Đội 2            | Lượt đi | Lượt về |
| ------------------ | --- | ---------------- | ------- | ------- |
| Cementarnica       | 2–3 | Vardar           | 2–2     | 0–1     |
| Pobeda             | 3–1 | Makedonija       | 2–0     | 1–1     |
| Osogovo            | 0–5 | Sloga Jugomagnat | 0–2     | 0–3     |
| Rabotnički Kometal | 1–3 | Sileks           | 1–0     | 0–3     |

## Bán kết
Các trận lượt đi diễn ra vào ngày 7 tháng Tư và lượt về vào ngày 21 tháng 4 năm 1999.
| Đội 1            | TTS             | Đội 2  | Lượt đi | Lượt về |
| ---------------- | --------------- | ------ | ------- | ------- |
| Pobeda           | 5–5 (a)         | Vardar | 4–2     | 1–3     |
| Sloga Jugomagnat | 0–0 (3–1 ph.đ.) | Sileks | 0–0     | 0–0     |

## Chung kết
| Vardar                     | 2–0 | Sloga Jugomagnat |
| -------------------------- | --- | ---------------- |
| Trajchev 68' · Shakiri 90' |     |                  |